# Hypsugo musciculus
Hypsugo musciculus is een zoogdier uit de familie van de gladneuzen (Vespertilionidae). De wetenschappelijke naam van de soort werd voor het eerst geldig gepubliceerd door Thomas in 1913.

## Voorkomen
De soort komt voor in Kameroen, Congo-Brazzaville, Congo-Kinshasa, Gabon, Ghana en Sierra Leone.